# Aleksa Bečić
Aleksa Bečić (crnogorska ćirilica: Алекса Бечић; Cetinje, 2. kolovoza 1987.) je crnogorski političar koji trenutno obnaša dužnost predsjednika Skupštine Crne Gore. Osnivač je i trenutni predsjednik centrističke političke stranke Demokratska Crna Gora.